# Хурдал
Хурдал (норв. Hurdal) — коммуна в губернии Акерсхус в Норвегии. Административный центр коммуны — город Хурдал. Официальный язык коммуны — букмол. Население коммуны на 2007 год составляло 2581 чел. Площадь коммуны Хурдал — 284,95 км², код-идентификатор — 0239.

## История населения коммуны
Население коммуны за последние 60 лет.